# Parc national des Franklin-Gordon Wild Rivers
Le parc national des Franklin-Gordon Wild Rivers est un parc national australien, en Tasmanie, à 117 km à l'ouest de Hobart. Il est nommé d'après les deux principaux cours d'eau situés à l'intérieur des limites du parc: les rivières Franklin et Gordon.
Le parc se trouve entre les hauts plateaux du Centre et la chaîne côtière de l'ouest au cœur de la zone de nature sauvage de Tasmanie classée au patrimoine mondial. Il est traversé par la seule route qui passe dans la région : la Lyell Highway.